# Milan Kadlec (oběť srpnové okupace)
Milan Kadlec (26. září 1947 – 21. srpna 1968 Praha) byl povoláním nástrojař, vedoucí pionýrského oddílu v Praze 6. Poblíž pražské budovy rozhlasu se stal jednou z prvních obětí invaze vojsk Varšavské smlouvy do Československa 21. srpna 1968. Jeho jméno je spolu se jmény dalších, kteří byli usmrceni před rozhlasem, uvedeno na pamětní desce umístěné na budově rozhlasu.

## Životopis
Rodina byla spjatá s Dopravním podnikem hl. města Prahy: pracoval tam jeho otec, on i jeho mladší bratr. Ve volném čase se Milan věnoval vedení pionýrského oddílu z pionýrské skupiny Severka v Praze 6 na Petřinách. (V lit. je uváděno „vedl skautský oddíl...“ Na nesprávnost této informace reagovali představitelé Pionýra otevřeným dopisem Ústavu pro studium totalitních režimů v srpnu 2018.)

## Úmrtí, pohřeb, osudy hrobu
21. srpna 1968, v první den okupace, se po práci vydal ze svého pracoviště v depu karlínské vozovny přímo do okolí rozhlasu, kde bylo jedno z ohnisek shromažďování lidí a střetů s okupanty. Před restaurací Hajnovka se stal jednou z obětí jedoucího nikým neřízeného nákladního auta, které ho přimáčklo k autobusu. Zemřel na místě na těžká vnitřní zranění (roztržení srdce a plíce ad.).
Jeho církevní pohřeb se uskutečnil v kostele sv. Matěje v Praze 6 – Dejvicích, pohřben byl na přilehlém Šáreckém hřbitově. Zpráva o jeho smrti a následně pohřbu se rozšířila, pohřbu se zúčastnilo množství lidí.
Osudy hrobu měly několik fází. Původní formulace uvedená rodinou na pomníku „zahynul rukou okupanta“ musela být později změněna na „tragicky zemřel“. V devadesátých letech 20. století z hrobu byla ukradena mosazná svítilna ve tvaru plamene. Stav hrobu v roce 2021: hrob je nyní opatřen náhrobkem nového majitele a označen „Rodina Kurfürstova“.